# 奧達伊 (季斯梅尼齊亞區)
48°49′4″N 24°50′28″E / 48.81778°N 24.84111°E
奧達伊（烏克蘭語：Одаї），是烏克蘭西部的村莊，隸屬伊萬諾-弗蘭科夫斯克州的伊萬諾-弗蘭科夫斯克區。該村始建於1760年，面積9.6平方公里，2001年人口579，人口密度每平方公里60.6人。